# هوانغ لو
هوانغ لو (بالصينية: 黄璐) هي ممثلة صينية، ولدت في 10 يوليو 1983 في تشنغدو في الصين.

## وصلات خارجية
- هوانغ لو على موقع IMDb (الإنجليزية)
- هوانغ لو على موقع قاعدة بيانات الفيلم (الإنجليزية)